# Mikhail Georgiev
Mikhail Georgiev (em búlgaro:  Михаил Георгиев, 1904 — data de morte desconhecido) foi um ciclista olímpico búlgaro. Representou sua nação em dois eventos nos Jogos Olímpicos de Verão de 1924.